# Zebrasoma gemmatum
Zebrasoma gemmatum là một loài cá biển thuộc chi Zebrasoma trong họ Cá đuôi gai. Loài cá này được mô tả lần đầu tiên vào năm 1835.

## Phạm vi phân bố và môi trường sống
Z. gemmatum có phạm vi phân bố giới hạn ở vùng biển Tây Nam Ấn Độ Dương. Loài cá này xuất hiện ở ngoài khơi Mozambique, Nam Phi, Madagascar, Réunion và Mauritius.
Z. gemmatum là một loài hiếm khi bắt gặp. Cá trưởng thành thường được quan sát gần các rạn san hô ở độ sâu khoảng từ 25 đến 60 m, trong khi cá con sống ở độ sâu khoảng 20 m trở lại.

## Mô tả
Chiều dài cơ thể tối đa được ghi nhận ở Z. desjardinii là 22 cm. Cuống đuôi có ngạnh sắc như hầu hết những loài cá đuôi gai khác. Cơ thể có màu nâu đen với nhiều chấm trắng phủ khắp đầu và cơ thể. Cuống đuôi và vây đuôi có màu vàng nổi bật.
Số gai ở vây lưng: 4; Số tia vây ở vây lưng: 27 - 28; Số gai ở vây hậu môn: 3; Số tia vây ở vây hậu môn: 24 - 25; Số tia vây ở vây ngực: 16 - 17; Số gai ở vây bụng: 1; Số tia vây ở vây bụng: 5.